# Bibliothèque nationale et universitaire (Zagreb)
Pour les articles homonymes, voir Bibliothèque nationale et universitaire.
La bibliothèque nationale et universitaire de Zagreb (en croate Nacionalna i sveucilišna knjižnica u Zagrebu, abrégé en NSK) est la bibliothèque nationale de Croatie, en même temps que la bibliothèque de l’université de Zagreb. Elle est située dans l'arrondissement de Trnje.

## Histoire
La fondation de la bibliothèque est liée à l'arrivée des jésuites, qui fondent un collège (comprenant une bibliothèque) à Zagreb en 1606. Le premier catalogue de la bibliothèque date de 1610. En 1669, l'empereur Leopold I transforme le collège en université : la bibliothèque compte alors 5 179 volumes mais s'accroit à la suite de dons et de legs. Le plus important est celui de l'historien Adam Krcelic (1715-1778) en 1777.
Parallèlement, l'impératrice Marie-Thérèse fonde en 1776 l'Académie royale des sciences (Regia Scientiarum Academia) : la bibliothèque des Jésuites y est alors rattachée. Elle est ouverte au public à partir de 1818.
Son importance nationale est soulignée par le fait qu'elle reçoit par dépôt légal tout livre publié en Croatie (1837). Elle joue donc à la fois un rôle de bibliothèque nationale et de bibliothèque universitaire, et cela jusqu'à nos jours.
La deuxième moitié du XIXe siècle est celle de la rédaction de catalogues. 
Quand en 1874, François-Joseph fonde une nouvelle université, elle prend officiellement le nom de Bibliothèque universitaire. Elle compte alors 47 000 volumes, deux salles de lecture (une pour les étudiants et une pour les professeurs) et ouvre six heures par jour, tous les jours sauf le dimanche. Elle déménage une première fois en 1883 dans les locaux de la nouvelle université.
Mais c'est en 1911 que débutent la construction d'un bâtiment qui lui est spécialement dédiée, dû à l'architecte Rudolf Lubinsky, dans le style Art nouveau.
La Croatie devient après la Première Guerre mondiale une partie de la Yougoslavie (d'abord royaume des Serbes, Croates et Slovènes) : elle reçoit le dépôt légal concurremment avec deux autres bibliothèques, tandis que le nombre d'étudiants à l'université s'accroît très fortement.
Une loi de 1960 précise le rôle et le positionnement de la bibliothèque. Parmi les nouvelles tâches qui lui sont confiées, celle de préparer la bibliographie nationale croate.
Afin de lui permettre de mener à bien ses missions et de se moderniser, la construction d'un nouveau bâtiment est décidé en 1988 : il ouvre en 1995.
La bibliothèque joue le rôle de bibliothèque nationale de Croatie depuis que le pays a retrouvé son indépendance.

## Fonctions et collections
La mission de la bibliothèque est de promouvoir la culture croate, la recherche et les sciences ; elle développe, préserve, conserve et met en valeur ses collections.
Mais en tant que bibliothèque de l'université de Zagreb, elle est une bibliothèque de recherche, avec de nombreux livres en langues étrangères.
Selon la nouvelle loi de 1997, elle doit donc entre autres compiler, cataloguer, conserver et donner accès aux collections entrées par dépôt légal – y compris les supports vidéo et les données électroniques et se charger des bibliographies croates courante et rétrospective.
La bibliothèque compte aujourd’hui environ 2 500 000 volumes, dont 216 incunables, 67 000 livres rares et 142 000 manuscrits.